# Fredrik Aursnes
Fredrik Aursnes (nascido em 10 de dezembro de 1995) é um futebolista profissional norueguês que atua como meio-campista no SL Benfica, clube da Primeira Liga, e na seleção da Noruega.

## Carreira
Fredrik Aursnes jogou futebol juvenil pelo Hareid , antes de ingressar no Hødd antes da temporada de 2012. Ele fez a sua estreia na liga sênior em abril de 2012, com uma vitória por 2 a 1 contra o Bodø/Glimt . Com 16 anos e 350 dias, ele se tornou o vencedor mais jovem de todos os tempos e o finalista mais jovem da Taça da Noruega após a vitória do IL Hødd sobre o Tromsø IL na final.
Em dezembro de 2015, Aursnes ingressou no Molde em um contrato de quatro anos. Ele estreou-se em 18 de fevereiro de 2016 contra o Sevilla FC nas oitavas de final da UEFA Europa League, na primeira mão. Em 22 de abril de 2019, Aursnes fez sua 100ª aparição na equipa principal pelo clube na vitória por 2-0 fora de casa contra o Lillestrøm . Em 30 de abril de 2019, Aursnes assinou uma extensão de contrato de dois anos que o vinculava ao Molde até o final da temporada de 2021.  Em 11 de julho de 2019, ele marcou o segundo golo pelo Molde na vitória do clube por 7-1 nas competições da UEFA sobre o KR Reykjavík na primeira pré-eliminatória da UEFA Europa League. 
Em 8 de agosto de 2021, após sua vitória por 5-4 sobre o Haugesund, o Molde anunciou que o Aursnes havia sido vendido para o Feyenoord. Em 10 de agosto de 2021, Aursnes assinou um contrato de três anos com o clube. Ele marcou o seu primeiro golo pelo Feyenoord contra o SC Cambuur, numa vitória por 3-2 a 24 de outubro de 2021.
Em 24 de agosto de 2022, Aursnes assinou um contrato de cinco anos com o Benfica, da Primeira Liga, por uma taxa relatada de 13 milhões de euros mais 2 milhões de euros em complementos. Ele fez a sua estreia pelo clube a 27 de agosto, substituindo Enzo Fernández aos 90 minutos na vitória por 3-0 fora de casa sobre o Boavista na Primeira Liga.

## Seleção Norueguesa
Aursnes fez sua estreia pela seleção da Noruega em 6 de junho de 2021, em um amistoso contra a Grécia. Ele substituiu Patrick Berg aos 69 minutos.

## Títulos
Hødd
- Taça da Noruega: 2012

Molde
- Campeonato da Noruega: 2019

Feyernood
- Eredivisie: 2022–23

Benfica
- Primeira Liga: 2022–23
- Supertaça Cândido de Oliveira: 2023 e 2025
- Taça da Liga: 2024–25